# Mutinerie de Salerne
La mutinerie de Salerne est un épisode de la Seconde Guerre mondiale ayant impliqué environ 200 soldats britanniques qui, le 16 septembre 1943, ont refusé l'affectation à de nouvelles unités en remplacement lors des premières étapes de l'invasion alliée de l'Italie.

## Histoire
Environ 1 500 hommes des 50e et 51e divisions d'infanterie quittent Tripoli, étant entendu qu'ils doivent rejoindre le reste de leurs unités, à l'époque basées en Sicile et bientôt de retour au Royaume-Uni en préparation de l'opération Overlord, l'invasion alliée de la Normandie. Ces deux divisions avaient fait partie de la 8e armée britannique du général Bernard Montgomery et s'étaient distinguées lors de la campagne d'Afrique du Nord.
Une fois à bord du navire, les hommes sont informés qu'ils doivent être emmenés à Salerne, en Italie, pour rejoindre la 46e division d'infanterie britannique (major-général John Hawkesworth) et la 56e division d'infanterie (major-général Douglas Graham), ayant subi de lourdes pertes. Les deux divisions font partie du Xe corps britannique du lieutenant-général Richard McCreery, qui combattait lui-même dans le cadre de la 5e armée américaine du lieutenant-général Mark Clark. De nombreux soldats estimèrent qu'ils avaient été délibérément induits en erreur.
Les choses s'aggravent par le manque total d'organisation lorsqu'ils atteignent Salerne, les laissant en colère et frustrés. Environ un millier d'hommes, la plupart de nouvelles recrues, sont emmenés pour rejoindre de nouvelles unités, laissant 500 vétérans, dont 300 cantonnés dans un champ voisin. Toujours en place le 20 septembre, ils refusent d'être affectés à des unités inconnues et sont approchés par le lieutenant-général McCreery, le General Officer Commanding (GOC) du Xe corps britannique, admettant qu'une erreur avait été commise. Celui-ci leur promet qu'ils rejoindraient leurs anciennes unités une fois Salerne sécurisée. Les hommes sont également avertis des conséquences d'une quelconque mutinerie commise en temps de guerre.
Sur les trois cents hommes en campagne, 108 décident de suivre les ordres, laissant un noyau dur de 192, tous accusés de mutinerie en vertu de la loi sur l'armée. Ce fut la mutinerie impliquant le plus grand nombre de militaires de toute l'histoire militaire britannique. Les accusés sont transférés en Algérie française et traduits en cour martiale vers la fin octobre. Tous sont reconnus coupables et trois sergents condamnés à mort. Les peines seront ensuite commuées en 12 ans de travaux forcés et finalement avec du sursis. Lors du débat à la Chambre des communes tenu en mars 2000, une grâce officielle est demandée par la députée de la circonscription britannique Aberdeen South Anne Begg, affirmant que les personnes inculpées ne refusaient pas de se battre mais demandaient simplement une promesse du commandement supérieur. Cependant, John Spellar, alors ministre des Forces armées, rejeta cette demande en indiquant que, si injuste que paraisse l'ordre de procéder au combat dans d'autres unités, le refus d’obéir à ce type d'ordre en temps de guerre constitue un crime grave impardonnable.